# Карл Бреннер
Карл Якоб Генріх «Карл-Генріх» Бреннер (нім. Karl Jakob Heinrich «Karl-Heinrich» Brenner; 19 травня 1895, Мангайм — 15 лютого 1954, Карлсруе) — німецький воєначальник, группенфюрер СС і генерал-лейтенант військ СС і поліції. Кавалер Лицарського хреста Залізного хреста.

## Біографія
3 серпня 1914 року поступив на службу в армію, в 1915 році підвищений до лейтенанта. Учасник Першої світової війни, до січня 1919 року служив у 10-му польовому артилерійському полку «Шарнгорст». З січня 1919 по квітень 1920 року служив у Бадені в добровольчому батальйоні «Схід». Учасник Каппського путчу. В липні 1920 року звільнений з армії.
1 травня 1933 року вступив у НСДАП (квиток № 3 460 685). Служив у шуцполіції. 11 вересня 1938 року прийнятий в СС (особистий номер 307 786).
З 1 листопада 1941 по 6 лютого 1942 року — командувач військ СС на Північному Заході. З 6 лютого по 1 липня 1942 року і в травні-жовтні 1944 року — командувач поліцією порядку в Зальцбурзі. З січня 1943 року Бреннер керував антипартизанськими операціями в зоні відповідальності вищого керівника СС і поліції Альпенланду обергруппенфюрера СС Резенера. З 15 грудня 1943 року — командувач поліцією порядку в Україні (зі штаб-квартирою в Києві). Один із організаторів антипартизанських операцій. В липні-вересня 1944 року замінював Еріха фон дем Баха на порсаді командувача частини з боротьби із бандформуваннями. З 1 вересня 1944 по 3 квітня 1945 року — командир 6-ї гірської дивізії СС «Норд». 2 квітня 1945 року здався частинам американської армії.

## Звання
- Оберст поліції (20 квітня 1939)
- Штандартенфюрер СС (15 серпня 1939)
- Оберфюрер СС (9 листопада 1941)
- Бригадефюрер СС і генерал-майор поліції (30 січня 1942)
- Генерал-лейтенант поліції (1 січня 1944)
- Группенфюрер СС і генерал-лейтенант військ СС (15 березня 1944)

## Нагороди

### Перша світова війна
- Залізний хрест 2-го і 1-го класу
- Срібна медаль Військових заслуг Карла-Фрідріха
- Хрест «За військові заслуги» (Брауншвейг) 2-го і 1-го класу
- Лицарський хрест 2-го класу ордена Церінгенського лева з мечами
- Медаль «За військові заслуги» (Пруссія) 2-го класу з військовою відзнакою
- Нагрудний знак «За поранення» в сріблі

### Міжвоєнний період
- Пам'ятна військова медаль (Угорщина) з мечами
- Пам'ятна військова медаль (Австрія) з мечами
- Медаль за участь у Європейській війні (1915—1918) з мечами
- Почесний хрест ветерана війни з мечами
- Золотий почесний знак Гітлер'югенду (№ 12 410)
- Почесний кут старих бійців
- Німецький Олімпійський знак 2-го класу
- Кільце «Мертва голова»
- Йольський свічник
- Цивільний знак СС (№ 164 277)
- Німецька імперська відзнака за фізичну підготовку в золоті
- Німецький кінний знак в сріблі
- Нагрудний знак Німецької спілки порятунку життя
- Медаль «За вислугу років у поліції» 3-го, 2-го і 1-го (1 серпня 1938) ступеня (25 років)
- Медаль «У пам'ять 13 березня 1938 року»
- Почесна шпага рейхсфюрера СС (30 січня 1939)
- Медаль «У пам'ять 1 жовтня 1938» (5 липня 1939)

### Друга світова війна
- Хрест Воєнних заслуг
  - 2-го класу з мечами (24 липня 1940)
  - 1-го класу з мечами (1 вересня 1942)
- Застібка до Залізного хреста
  - 2-го класу (4 серпня 1941)
  - 1-го класу (17 серпня 1941)
- Нагрудний знак «За поранення» в золоті (27 вересня 1941)
- Медаль «За зимову кампанію на Сході 1941/42»
- Штурмовий піхотний знак в сріблі (28 травня 1944)
- Німецький хрест в золоті (16 червня 1944)
- Лицарський хрест Залізного хреста (27 або 31 грудня 1944)
- Медаль «За вислугу років у СС»